# Grandrif
Grandrif ist eine französische Gemeinde mit 203 Einwohnern (Stand: 1. Januar 2022) im Département Puy-de-Dôme in der Region Auvergne-Rhône-Alpes. Sie gehört zum Arrondissement Ambert und zum Kanton Ambert (bis 2015: Kanton Saint-Anthème).

## Geographie
Grandrif liegt etwa 65 Kilometer ostsüdöstlich von Clermont-Ferrand im Regionalen Naturpark Livradois-Forez. Nachbargemeinden von Grandrif sind Valcivières im Norden, Saint-Anthème im Osten und Nordosten, Saint-Romain im Osten, Églisolles im Südosten, Baffie im Süden. Saint-Just im Süden und Südwesten  sowie Saint-Martin-des-Olmes im Westen.

## Bevölkerungsentwicklung
| Jahr                       | 1962 | 1968 | 1975 | 1982 | 1990 | 1999 | 2006 | 2013 |
| Einwohner                  | 379  | 323  | 287  | 236  | 183  | 174  | 194  | 175  |
| Quellen: Cassini und INSEE |      |      |      |      |      |      |      |      |